# Veslanje na Poletnih olimpijskih igrah 1908
Veslanje na Poletnih olimpijskih igrah 1908 je obsegalo štiri discipline v moški konkurenci. Tekme so se odvijale na prizorišču Henley-on-Thames od 28. julija 1908 do 31. julija 1908. Za razliko od Poletnih olimpijskih iger 1904 na igrah 1908 ni bilo discipline dvojni dvojec. Madžarska in Norveška sta na teh igrah prvič nastopili v veslanju. Bronaste medalje sta dobila oba poražena čolna iz polfinala.

## Pregled medalj
| Dogodek               | Zlato | Srebro | Bron | Bron |
| Enojec                | Združeno kraljestvo Harry Blackstaffe | Združeno kraljestvo Alexander McCulloch | Nemčija Bernhard von Gaza | Madžarska Károly Levitzky |
| Dvojec brez krmarja   | Združeno kraljestvo LeanderJohn Fenning Gordon Thomson | Združeno kraljestvo LeanderGeorge Fairbairn Philip Verdon | Kanada ArgonautFrederick Toms Norway Jackes | Nemčija BerlinMartin Stahnke Willy Düskow |
| Četverec brez krmarja | Združeno kraljestvo MagdalenCollier Cudmore James Angus Gillan Duncan Mackinnon John Somers-Smith                                                                                      | Združeno kraljestvo LeanderPhilip Filleul Harold Barker John Fenning Gordon Thomson | Kanada ArgonautGordon Balfour Becher Gale Charles Riddy Geoffrey Taylor                                                                             | Nizozemska AmstelHermannus Höfte Albertus Wielsma Johan Burk Bernardus Croon                                                                                |
| Osemerec              | Združeno kraljestvo LeanderAlbert Gladstone Frederick Kelly Banner Johnstone Guy Nickalls Charles Burnell Ronald Sanderson Raymond Etherington-Smith Henry Bucknall Gilchrist Maclagan | Belgija · Royal Club Nautique de GandOscar Taelman · Marcel Morimont · Rémy Orban · Georges Mijs · François Vergucht · Polydore Veirman · Oscar de Somville · Rodolphe Poma · Alfred van Landeghem | Kanada ArgonautIrvine Robertson Joseph Wright Julius Thomson Walter Lewis Gordon Balfour Becher Gale Charles Riddy Geoffrey Taylor Douglas Kertland | Združeno kraljestvo CambridgeFrank Jerwood Eric Powell Oswald Carver Edward Williams Henry Goldsmith Harold Kitching John Burn Douglas Stuart Richard Boyle |

## Države udeleženke
Na igrah je nastopilo 81 veslačev iz 8 držav.
- Belgija - 10
- Kanada - 13
- Nemčija - 3
- Združeno kraljestvo - 30
- Madžarska - 11
- Italija - 1
- Nizozemska - 4
- Norveška - 9

## Medalje
| Mesto | Država              | Zlato | Srebro | Bron | Skupaj |
| 1     | Združeno kraljestvo | 4     | 3      | 1    | 8      |
| 2     | Belgija             | 0     | 1      | 0    | 1      |
| 3     | Kanada              | 0     | 0      | 3    | 3      |
| 4     | Nemčija             | 0     | 0      | 2    | 2      |
| 5     | Madžarska           | 0     | 0      | 1    | 1      |
| 5     | Nizozemska          | 0     | 0      | 1    | 1      |